# Фуггер, Андреас
Андреас Фуггер (нем. Andreas vom Reh; 1394—1457, Аугсбург) — немецкий предприниматель, известный также под прозвищем «Богач» (der Reiche).

## Биография
Он был старшим сыном Ганса Фуггера и Элизабет Гфаттераман (Elisabeth Gfattermann) и соответственно старшим братом Якоба Старшего. Он был основателем ветви «фон Рех» (vom Reh) на генеалогическом древе Фуггеров. Его жена Барбара Стамлер фон Аст (Barbara Stammler vom Ast; 1415/20 — 1476) была дочерью богатого торговца из Аугсбурга.
Андреас был очень успешным и способным предпринимателем, за что и получил своё прозвище «Богач». Он был первым из членов семьи Фуггеров, кто стал предпринимателем, в то время как все остальные члены семьи были ремесленниками. У Андреаса и его жены было 4 сына: Якоб (ок. 1430 — 1505), Лукас Старший (1439—1512), Маттиас (1442—1489/92) и Ганс Старший (1443—1501). Они были основателями главных линий ветви «фон Рех».
Единственная существующая в настоящее время линия Фуггер фон Рех представлена потомками Маттиаса Фуггера. Её нынешний глава — Маркус Фуггер фон Рех (Markus Fugger von dem Rech), который родился в 1970 году.